# Kieler Sportvereinigung Holstein von 1900 2003-2004
Questa voce raccoglie le informazioni riguardanti il Kieler Sportvereinigung Holstein von 1900 nelle competizioni ufficiali della stagione 2003-2004.

## Stagione
Nella stagione 2003-2004 l'Holstein Kiel, allenato da Hans-Werner Moors, Gerd-Volker Schock e Peter Vollmann, concluse il campionato di Regionalliga nord al 12º posto. In Coppa di Germania l'Holstein Kiel fu eliminato al primo turno dal Bayer Leverkusen.

## Rosa
| N. |                      | Ruolo | Calciatore       |
| -- | -------------------- | ----- | ---------------- |
| 1  | Germania (bandiera)  | P     | Alexander Ogrinc |
| 2  | Russia (bandiera)    | D     | Aleksey Spasskov |
| 3  | Germania (bandiera)  | D     | Carsten Pukaß    |
| 4  | Polonia (bandiera)   | A     | Zbigniew Ilski   |
| 5  | Turchia (bandiera)   | C     | Hüseyin Dogan    |
| 6  | Germania (bandiera)  | D     | Matthias Rose    |
| 7  | Germania (bandiera)  | C     | Timo Schultz     |
| 8  | Germania (bandiera)  | C     | Lars Schiersand  |
| 9  | Brasile (bandiera)   | A     | Daniel Teixeira  |
| 10 | Germania (bandiera)  | D     | Jens Dowe        |
| 11 | Germania (bandiera)  | A     | Sören Seidel     |
| 12 | Polonia (bandiera)   | A     | Marek Trejgis    |
| 14 | Danimarca (bandiera) | D     | Lars Jensen      |
| 15 | Germania (bandiera)  | C     | Jirka Heine      |

| N. |                     | Ruolo | Calciatore            |
| -- | ------------------- | ----- | --------------------- |
| 16 | Germania (bandiera) | C     | Dennis Tornieporth    |
| 17 | Germania (bandiera) | A     | Sebastian Wojcik      |
| 18 | Germania (bandiera) | A     | Julian Lüttmann       |
| 19 | Germania (bandiera) | A     | Christopher Hauptmann |
| 20 | Germania (bandiera) | D     | Henning Hardt         |
| 21 | Germania (bandiera) | C     | Niels Hansen          |
| 22 | Germania (bandiera) | C     | Thorsten Rohwer       |
| 24 | Germania (bandiera) | P     | Henrik Preuß          |
| 25 | Germania (bandiera) | C     | Timo Bruns            |
| 26 | Germania (bandiera) | A     | André Breitenreiter   |
| 30 | Germania (bandiera) | C     | Tibor Nadj            |
|    | Germania (bandiera) | D     | André Trulsen         |
|    | Germania (bandiera) | C     | Matthias Hummel       |

## Organigramma societario
Area tecnica
- Allenatore: Peter Vollmann
- Allenatore in seconda: Volker Manz
- Preparatore dei portieri:
- Preparatori atletici:
- Analisi video:

## Calciomercato

### Sessione estiva
| Acquisti | Acquisti            | Acquisti               | Acquisti |
| R.       | Nome                | da                     | Modalità |
| -------- | ------------------- | ---------------------- | -------- |
| A        | André Breitenreiter | Hessen Kassel          |          |
| A        | Daniel Teixeira     | Eintracht Braunschweig |          |
| D        | Lars Jensen         | Horsens                |          |
| P        | Andreas Kronenberg  | LR Ahlen               |          |
| D        | Aleksey Spasskov    | Werder Brema II        |          |
| C        | Dennis Tornieporth  | Concordia Amburgo      |          |

| Cessioni | Cessioni            | Cessioni         | Cessioni |
| R.       | Nome                | a                | Modalità |
| -------- | ------------------- | ---------------- | -------- |
| D        | Steve Frank         | Eider Büdelsdorf |          |
| A        | Dimitrijus Guščinas | Osnabrück        |          |
| C        | Petr Mašlej         | Karviná          |          |

### Sessione invernale
| Acquisti | Acquisti | Acquisti | Acquisti |
| R.       | Nome     | da       | Modalità |
| -------- | -------- | -------- | -------- |

| Cessioni | Cessioni           | Cessioni        | Cessioni |
| R.       | Nome               | a               | Modalità |
| -------- | ------------------ | --------------- | -------- |
| P        | Andreas Kronenberg | Rot-Weiß Erfurt |          |

## Risultati

### Regionalliga

#### Girone di andata
| Arbitro: | Steinhaus-Webb |

|                    |           |                       |
| Lenze 12’ Kuru 90’ | Marcatori | 83’ (rig.) Schiersand |

| Arbitro: | Winkmann |

|                                             |           |  |
| Teixeira 15’, 55’ Schiersand 64’ Wojcik 72’ | Marcatori |  |

| Arbitro: | Schempershauwe |

|                                                   |           |                                   |
| Feldhoff 68’ (rig.), 90’ (rig.) Reichenberger 77’ | Marcatori | 9’, 40’ Teixeira 82’ (aut.) Evers |

| Arbitro: | Gräfe |

|  |           |          |
|  | Marcatori | 20’ Graf |

| Arbitro: | Ittrich |

|                                         |           |                                  |
| Katriniok 6’, 26’ Löbe 29’ Witeczek 45’ | Marcatori | 36’ (rig.) Schiersand 71’ Wojcik |

| Arbitro: | Stachowiak |

|  |           |                                                       |
|  | Marcatori | 6’ (aut.) Spasskov 52’, 60’ Musci 56’ Bounoua 70’ Agu |

| Arbitro: | Jansen |

|                              |           |  |
| Neubert 19’, 77’ Beuchel 43’ | Marcatori |  |

| Arbitro: | Weber |

|              |           |           |
| Teixeira 13’ | Marcatori | 9’ Kohout |

| Arbitro: | Bornhorst |

|         |           |                |
| Sen 65’ | Marcatori | 61’ Schiersand |

| Arbitro: | Schempershauwe |

|                        |           |             |
| Teixeira 39’ Dogan 61’ | Marcatori | 34’ Schäper |

| Arbitro: | Melms |

|                                            |           |                                   |
| Ilski 25’ Rose 39’ Trejgis 50’ Schultz 85’ | Marcatori | 27’ Yildirim 37’ Goldbæk 42’ Koen |

| Arbitro: | Hoyzer |

|               |           |  |
| Schindler 10’ | Marcatori |  |

| Arbitro: | Bornhorst |

|           |           |                  |
| Pukaß 82’ | Marcatori | 81’ (rig.) Gerov |

| Arbitro: | Henschel |

|             |           |              |
| Büskens 85’ | Marcatori | 63’ Teixeira |

| Arbitro: | Lupp |

|                              |           |           |
| Wojcik 39’, 76’ Teixeira 57’ | Marcatori | 18’ Şirin |

| Arbitro: | Kasper |

|          |           |           |
| Bach 14’ | Marcatori | 84’ Hardt |

| Arbitro: | Fischer |

|                                                                     |           |                      |
| Breitenreiter 15’ Nadj 35’ Wojcik 52’ Ilski 58’ Nickenig 75’ (aut.) | Marcatori | 47’ Lejan 62’ Ndjeng |

#### Girone di ritorno
| Arbitro: | Otte |

|                       |           |                                |
| Schiersand 56’ (rig.) | Marcatori | 6’ Rolfes 70’ Stier 75’ Wittke |

| Arbitro: | Steinhaus-Webb |

|           |           |                 |
| Blank 56’ | Marcatori | 28’, 89’ Wojcik |

| Arbitro: | Rosenkranz |

|  |           |                                           |
|  | Marcatori | 3’ Feldhoff 48’ Reichenberger 55’ Scherbe |

| Arbitro: | Schößling |

|          |           |            |
| Bick 22’ | Marcatori | 80’ Wojcik |

| Arbitro: | Seemann |

|  |           |              |
|  | Marcatori | 5’ Katriniok |

| Arbitro: | Kemmling |

|           |           |                       |
| Nwosu 24’ | Marcatori | 22’ Rohwer 68’ Wojcik |

| Arbitro: | Grudzinski |

|                     |           |            |
| Teixeira 72’ (rig.) | Marcatori | 41’ Oppitz |

| Arbitro: | Fischer |

|                          |           |             |
| Narewsky 20’ Bayertz 65’ | Marcatori | 7’ Teixeira |

| Arbitro: | Bornhorst |

|                             |           |  |
| Tornieporth 7’ Teixeira 41’ | Marcatori |  |

| Arbitro: | Winkmann |

|                   |           |                   |
| Hauswald 13’, 76’ | Marcatori | 77’ Breitenreiter |

| Arbitro: | Schößling |

|          |           |  |
| Koen 83’ | Marcatori |  |

| Arbitro: | Hagen |

|                              |           |  |
| Teixeira 13’, 38’ Wojcik 64’ | Marcatori |  |

| Arbitro: | Fröhlich |

|                                  |           |              |
| Lorenz 26’ Dobrý 44’ Krösche 80’ | Marcatori | 87’ Teixeira |

| Arbitro: | Plaggenborg |

|                                                     |           |                      |
| Wojcik 15’ Teixeira 24’ (rig.), 27’ (rig.) Nadj 83’ | Marcatori | 10’ Iyodo 38’ Hajnal |

| Arbitro: | Ittrich |

|                |           |  |
| Akgün 36’, 73’ | Marcatori |  |

| Arbitro: | Seemann |

|                                               |           |             |
| Breitenreiter 3’ Teixeira 33’ Tornieporth 54’ | Marcatori | 37’ Seifert |

| Arbitro: | Stachowiak |

|            |           |          |
| Ndjeng 19’ | Marcatori | 16’ Nadj |

### Coppa di Germania
| Arbitro: | Rafati |

|              |           |                             |
| Teixeira 74’ | Marcatori | 57’, 81’ Neuville 60’ Ponte |

## Statistiche

### Statistiche di squadra
| Competizione      | Punti | In casa | In casa | In casa | In casa | In casa | In casa | In trasferta | In trasferta | In trasferta | In trasferta | In trasferta | In trasferta | Totale | Totale | Totale | Totale | Totale | Totale | DR |
| Competizione      | Punti | G       | V       | N       | P       | Gf      | Gs      | G            | V            | N            | P            | Gf           | Gs           | G      | V      | N      | P      | Gf     | Gs     | DR |
| ----------------- | ----- | ------- | ------- | ------- | ------- | ------- | ------- | ------------ | ------------ | ------------ | ------------ | ------------ | ------------ | ------ | ------ | ------ | ------ | ------ | ------ | -- |
| Regionalliga nord | 42    | 17      | 9       | 3       | 5       | 34      | 26      | 17           | 2            | 6            | 9            | 18           | 30           | 34     | 11     | 9      | 14     | 52     | 56     | -4 |
| Coppa di Germania | -     | 1       | 0       | 0       | 1       | 1       | 3       | 0            | 0            | 0            | 0            | 0            | 0            | 1      | 0      | 0      | 1      | 1      | 3      | -2 |
| Totale            | 42    | 18      | 9       | 3       | 6       | 35      | 29      | 17           | 2            | 6            | 9            | 18           | 30           | 35     | 11     | 9      | 15     | 53     | 59     | -6 |

### Andamento in campionato
| Giornata  | 1  | 2 | 3 | 4  | 5  | 6  | 7  | 8  | 9  | 10 | 11 | 12 | 13 | 14 | 15 | 16 | 17 | 18 | 19 | 20 | 21 | 22 | 23 | 24 | 25 | 26 | 27 | 28 | 29 | 30 | 31 | 32 | 33 | 34 |
| --------- | -- | - | - | -- | -- | -- | -- | -- | -- | -- | -- | -- | -- | -- | -- | -- | -- | -- | -- | -- | -- | -- | -- | -- | -- | -- | -- | -- | -- | -- | -- | -- | -- | -- |
| Luogo     | T  | C | T | C  | T  | C  | T  | C  | T  | C  | C  | T  | C  | T  | C  | T  | C  | C  | T  | C  | T  | C  | T  | C  | T  | C  | T  | T  | C  | T  | C  | T  | C  | T  |
| Risultato | P  | V | N | P  | P  | P  | P  | N  | N  | V  | V  | P  | N  | N  | V  | N  | V  | P  | V  | P  | N  | P  | V  | N  | P  | V  | P  | P  | V  | P  | V  | P  | V  | N  |
| Posizione | 13 | 6 | 9 | 11 | 14 | 15 | 15 | 16 | 14 | 14 | 13 | 15 | 13 | 14 | 13 | 13 | 10 | 11 | 10 | 11 | 11 | 13 | 11 | 11 | 13 | 10 | 11 | 13 | 11 | 12 | 11 | 13 | 10 | 12 |

Legenda:

Luogo: C = Casa; T = Trasferta. Risultato: V = Vittoria; N = Pareggio; P = Sconfitta.

### Statistiche dei giocatori
| Giocatore        | Regionalliga nord | Regionalliga nord | Regionalliga nord | Regionalliga nord | Coppa di Germania | Coppa di Germania | Coppa di Germania | Coppa di Germania | Totale   | Totale | Totale      | Totale     |
| Giocatore        | Presenze          | Reti              | Ammonizioni       | Espulsioni        | Presenze          | Reti              | Ammonizioni       | Espulsioni        | Presenze | Reti   | Ammonizioni | Espulsioni |
| ---------------- | ----------------- | ----------------- | ----------------- | ----------------- | ----------------- | ----------------- | ----------------- | ----------------- | -------- | ------ | ----------- | ---------- |
| A. Breitenreiter | 28                | 3                 | 7                 | 0                 | 1                 | 0                 | 0                 | 0                 | 29       | 3      | 7           | 0          |
| T. Bruns         | 0                 | 0                 | 0                 | 0                 | 0                 | 0                 | 0                 | 0                 | 0        | 0      | 0           | 0          |
| H. Dogan         | 12                | 1                 | 2                 | 0                 | 1                 | 0                 | 0                 | 0                 | 13       | 1      | 2           | 0          |
| J. Dowe          | 31                | 0                 | 5                 | 0                 | 1                 | 0                 | 0                 | 0                 | 32       | 0      | 5           | 0          |
| N. Hansen        | 18                | 0                 | 1                 | 0                 | 0                 | 0                 | 0                 | 0                 | 18       | 0      | 1           | 0          |
| H. Hardt         | 30                | 1                 | 10                | 1                 | 0                 | 0                 | 0                 | 0                 | 30       | 1      | 10          | 1          |
| C. Hauptmann     | 1                 | 0                 | 0                 | 0                 | 0                 | 0                 | 0                 | 0                 | 1        | 0      | 0           | 0          |
| J. Heine         | 0                 | 0                 | 0                 | 0                 | 1                 | 0                 | 0                 | 0                 | 1        | 0      | 0           | 0          |
| M. Hummel        | 1                 | 0                 | 0                 | 0                 | 0                 | 0                 | 0                 | 0                 | 1        | 0      | 0           | 0          |
| Z. Ilski         | 25                | 2                 | 3                 | 0                 | 1                 | 0                 | 0                 | 0                 | 26       | 2      | 3           | 0          |
| L. Jensen        | 9                 | 0                 | 0                 | 0                 | 0                 | 0                 | 0                 | 0                 | 9        | 0      | 0           | 0          |
| A. Kronenberg    | 1                 | 0                 | 0                 | 0                 | 0                 | 0                 | 0                 | 0                 | 1        | 0      | 0           | 0          |
| J. Lüttmann      | 12                | 0                 | 0                 | 0                 | 1                 | 0                 | 0                 | 0                 | 13       | 0      | 0           | 0          |
| P. Michalski     | 1                 | 0                 | 0                 | 0                 | 0                 | 0                 | 0                 | 0                 | 1        | 0      | 0           | 0          |
| T. Nadj          | 22                | 3                 | 3                 | 1                 | 0                 | 0                 | 0                 | 0                 | 22       | 3      | 3           | 1          |
| A. Ogrinc        | 1                 | 0                 | 0                 | 0                 | 0                 | 0                 | 0                 | 0                 | 1        | 0      | 0           | 0          |
| H. Preuß         | 33                | 0                 | 1                 | 0                 | 1                 | 0                 | 0                 | 0                 | 34       | 0      | 1           | 0          |
| C. Pukaß         | 21                | 1                 | 5                 | 0                 | 0                 | 0                 | 0                 | 0                 | 21       | 1      | 5           | 0          |
| T. Rohwer        | 23                | 1                 | 2                 | 1                 | 1                 | 0                 | 0                 | 0                 | 24       | 1      | 2           | 1          |
| M. Rose          | 20                | 1                 | 1                 | 0                 | 1                 | 0                 | 0                 | 0                 | 21       | 1      | 1           | 0          |
| L. Schiersand    | 25                | 5                 | 7                 | 0                 | 1                 | 0                 | 0                 | 0                 | 26       | 5      | 7           | 0          |
| T. Schultz       | 20                | 1                 | 5                 | 0                 | 1                 | 0                 | 0                 | 0                 | 21       | 1      | 5           | 0          |
| S. Seidel        | 1                 | 0                 | 0                 | 0                 | 0                 | 0                 | 0                 | 0                 | 1        | 0      | 0           | 0          |
| A. Spasskov      | 22                | 0                 | 4                 | 0                 | 1                 | 0                 | 0                 | 0                 | 23       | 0      | 4           | 0          |
| D. Teixeira      | 28                | 17                | 8                 | 0                 | 1                 | 1                 | 0                 | 0                 | 29       | 18     | 8           | 0          |
| D. Tornieporth   | 21                | 2                 | 2                 | 0                 | 0                 | 0                 | 0                 | 0                 | 21       | 2      | 2           | 0          |
| M. Trejgis       | 24                | 1                 | 5                 | 0                 | 0                 | 0                 | 0                 | 0                 | 24       | 1      | 5           | 0          |
| A. Trulsen       | 3                 | 0                 | 1                 | 0                 | 0                 | 0                 | 0                 | 0                 | 3        | 0      | 1           | 0          |
| S. Wojcik        | 30                | 11                | 8                 | 0                 | 1                 | 0                 | 0                 | 0                 | 31       | 11     | 8           | 0          |